# Shin Muso Hayashizaki Ryu
Shin Muso Hayashizaki Ryu (Shin Musō Hayashizaki Ryū), også kaldet: Shimmei Musō Ryū. En iaijutsu-skole, stiftet af Hayashizaki Jinsuke Shigenobu omkring år 1600.
Under Tokugawa perioden (1603-1868) nedstammer næsten 200 iaijutsu-skoler fra denne skole.

## Historie
Stifteren af Shin Muso Hayashizaki Ryu er Hayashizaki Jinsuke Shigenobu (1546-1621). De efterfølgende ledere af skolen er følgende personer i kronologisk rækkefølge:
- Tamiya Heibei Shigemasa
- Nagano Muraku Nyūdō Kinrosai
- Momo Gumbei Mitsushige
- Arikawa Shōzaemon Munetsugu
- Banno Dan'emon no Jō Nobusada
- Hasegawa Chikaranosuke Eishin (Hidenobu)
- Arai Seitetsu Kiyonobu
- Hayashi Rokudayū Morimasa
- Hayashi Yasudayū Seisho
- Oguro motoemon Kiyokatsu

Efter Oguro motoemon Kiyokatsu skete der en opspiltning af skolen i to hovedlinjer. Den ene gren blev kaldt for Shimomura-ha og den anden gren blev kaldt for Tanimura-ha. Shimomura-ha er i dag kendt under Muso Shinden Ryu, mens Tanimura-ha er kendt under Muso Jikiden Eishin Ryu.